# 皮埃尔·德利涅
皮埃尔·德利涅（法語：Pierre Deligne，發音：[pjɛʁ dəliɲ]；1944年10月3日—），全称德利涅子爵皮埃尔·勒内（法語：Pierre René, vicomte Deligne），比利时代数几何学者，20世纪中后期最知名的数学家之一。他最重要的贡献之一是20世纪70年代关于韦伊猜想的工作。他是大数学家亚历山大·格罗滕迪克的学生。

## 生平
德利涅生于布鲁塞尔，自幼数学天赋出众，初中时就在老师建议下开始阅读布尔巴基小组写的专著《集合论》，高中时就已经获得机会进入前沿数学家的讨论班。他就读于布鲁塞尔自由大学，曾受知名数学家雅克·蒂茨栽培，后来又被带到布尔巴基学派的讨论班上和亚历山大·格罗滕迪克等其他重要数学家见面。他回忆第一次见到格罗腾迪克时，觉得对方高个子、大光头的形象有点怪异。已是大数学家的格罗滕迪克对当时还是新人的德利涅所问的问题给与了耐心的解释，这让德利涅觉得格罗滕迪克非常有亲和力。
1968年他在亚历山大·格罗滕迪克指导下完成博士论文。1970年26岁的德利涅成为法國高等科學研究所教授。他在那里完成了关于霍奇理论和韦伊猜想的工作。格罗滕迪克很有信心按照自己提供的一套思路框架来逐步解决韦伊猜想，并借此证明其数学思想的威力，但是德利涅却另辟蹊径搞定了韦伊猜想。德利涅虽凭借这一成绩获得了菲尔兹奖，但是他也承认老师格罗滕迪克对此事并不满意。格罗滕迪克的老搭档让-皮埃尔·塞尔则觉得韦伊猜想被解决是一件值得开心的事情。
1984年，德利涅移居美国，进入普林斯顿高等研究院。在普林斯顿的生活同样充满挑战，这里的讨论会经常是数学家和物理学家共同参加的，他也在这里遇见了爱德华·威滕这样的提问既有意思、又能把自己难倒的顶尖物理学家。普林斯顿开展的学科研究和会议也更为广泛，他也会忙里抽闲去听中国古代历史之类的人文及社会类学科的报告会。
2013年，德利涅在阿贝尔奖得奖采访中表示自己觉得导师的动机理论在今后10年内看不到有明显进展的迹象，但自己也做好了被打脸的准备。

## 数学观
德利涅认为研究数学应该更关注新工具的创造和对学科大图景的理解。他的导师格罗滕迪克曾对他说过数学绝不是一种竞赛式的活动。

## 个人生活

### 逸闻
他笑称物理学家经常喜欢套用一些原理说不清、道不明的数学技巧，但是不得不承认其做法确实很管用，得到的计算结果有不少还都是对的。物理学家爱德华·威滕能看穿复杂数学公式和证明背后的直观图像的本领也令他不得不服。

## 荣誉
德利涅1978年获得菲尔兹奖，1988年获得克拉福德奖，2008年获得沃尔夫奖，2013年获得阿贝尔奖。
2006年比利时国王封德利涅为子爵。

### 补充来源
- Martin Raussen; Christian Skau.  [采访阿贝尔奖得主皮埃尔• 德利涅] (pdf). 2013: 15–23  [2019-09-17]. （原始内容存档 (PDF)于2013-10-16） （英语）. |journal=被忽略 (帮助)
  - 汉译版：Martin Raussen; Christian Skau.  [Abel奖得主Pierre Deligne访谈录] 5 (1). 2014: 22–31 （中文（中国大陆））. |journal=被忽略 (帮助)